# クロメンコ
クロメンコ(Cromemco, Inc.)は、かつてアメリカ合衆国にあったマイクロコンピュータメーカーである。カリフォルニア州マウンテンビューに本社を構え、パーソナルコンピュータ革命の初期においてZ80ベースのハイエンドS-100バスコンピュータや周辺機器を製造・販売していたことで知られる。
同社は、スタンフォード大学でPh.D.を取得したハリー・ガーランドとロジャー・メレンの2人によって、1974年にパートナーシップとして発足した。会社名は、彼らがスタンフォード大学在学中に入っていた工学系大学院生のための寮「クロサーズ記念館」(Crothers Memorial)に因んで名付けられた。1976年に法人化された。最初の製品はデジタルカメラ・Cyclopsとカラーグラフィック・インターフェイス・Dazzlerであり、どちらも当時としては画期的な製品だった。その後、コンピュータシステムの製造に移行した。
1981年12月、『Inc.』誌は、クロメンコ社をアメリカで最も急成長している株式非公開企業トップ10に選出した。

## 前史

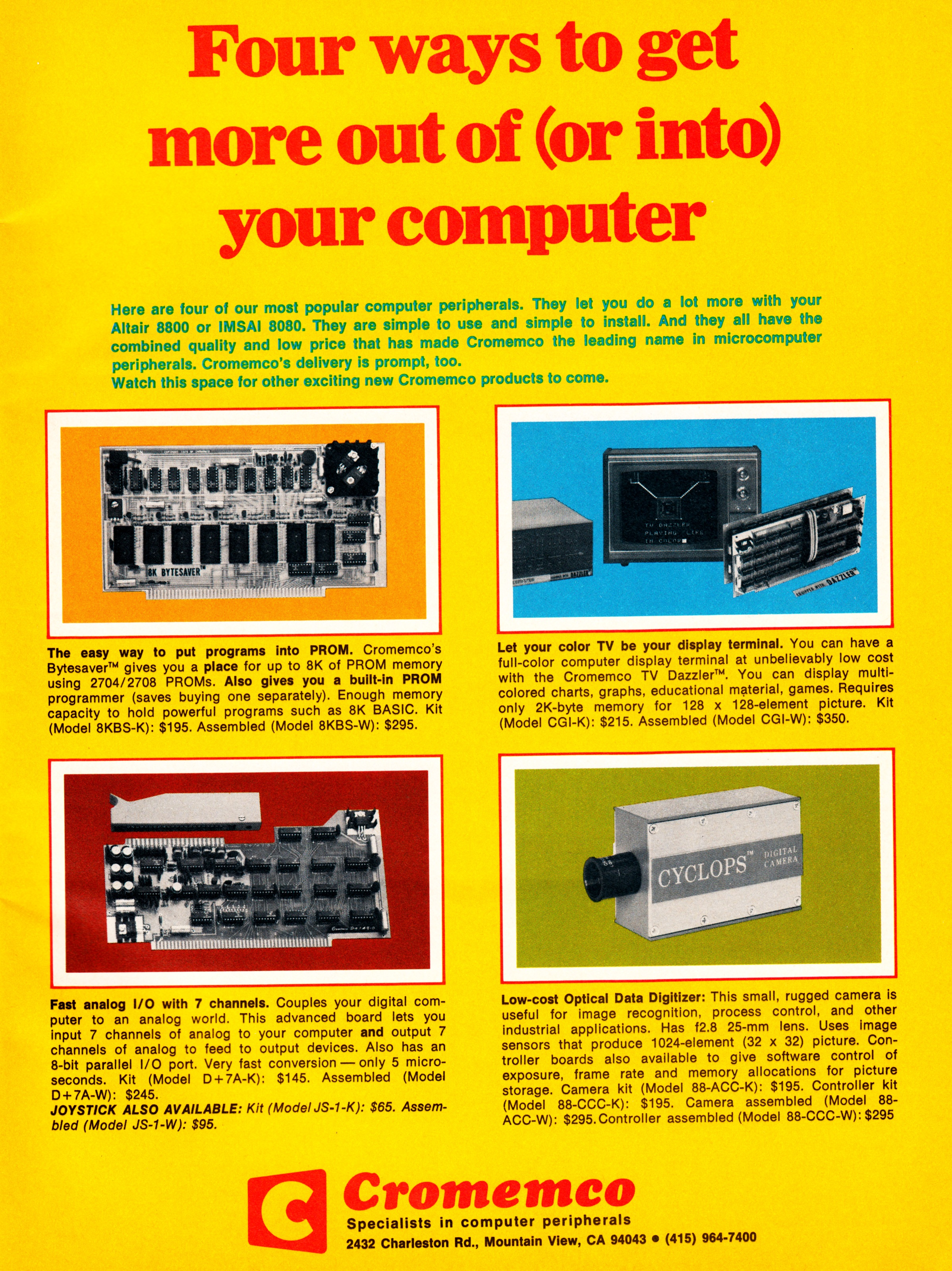
『バイト』1976年9月号の1ページ目に掲載されたクロメンコ社の広告

1969年、スタンフォード大学の博士課程に在籍していたハリー・ガーランドとロジャー・メレンが知り合った。2人は専攻は違ったが、アマチュア無線と電子工作という共通の趣味があった。1970年より、2人は共同で電子装置を作成して、その組立方法などを『ポピュラーエレクトロニクス』誌に投稿するようになった。投稿した記事に登場する電子工作プロジェクトに必要な部品を見つけるのが困難な場合があったため、ガーランドとメレンは業者にライセンスを供与して部品のキットを提供した。その中の1つである「オペアンプテスター」のキットは、後にマイクロコンピュータAltair 8800を発売することになるMITSという会社から販売された。
1974年、メレンはニューヨークにある『ポピュラーエレクトロニクス』誌の編集部を訪れ、そこでMITS社のAltair 8800を見た。メレンはこの機械に感銘を受け、カリフォルニアに帰る途中でアルバカーキに立ち寄り、そこでMITS社の社長であるエド・ロバーツと会った。メレンたちはデジタルカメラ・Cyclopsを開発し、その記事が『ポピュラーエレクトロニクス』1975年2月号に掲載されることになっていたが、それをAltairから制御するインターフェイスボードを開発したいとロバーツに提案した。ロバーツはそれを喜び、Altairをメレンたちの元にすぐに送ることを約束した。
カリフォルニアに戻ったメレンは、ガーランドと、Cyclopsなどのマイクロコンピュータ製品を生産するためのパートナーシップを結んだ。最初に共同作業を始めた大学の寮・クロサーズ記念館に因んで、社名を「クロメンコ」と名づけた。

## 初期の製品

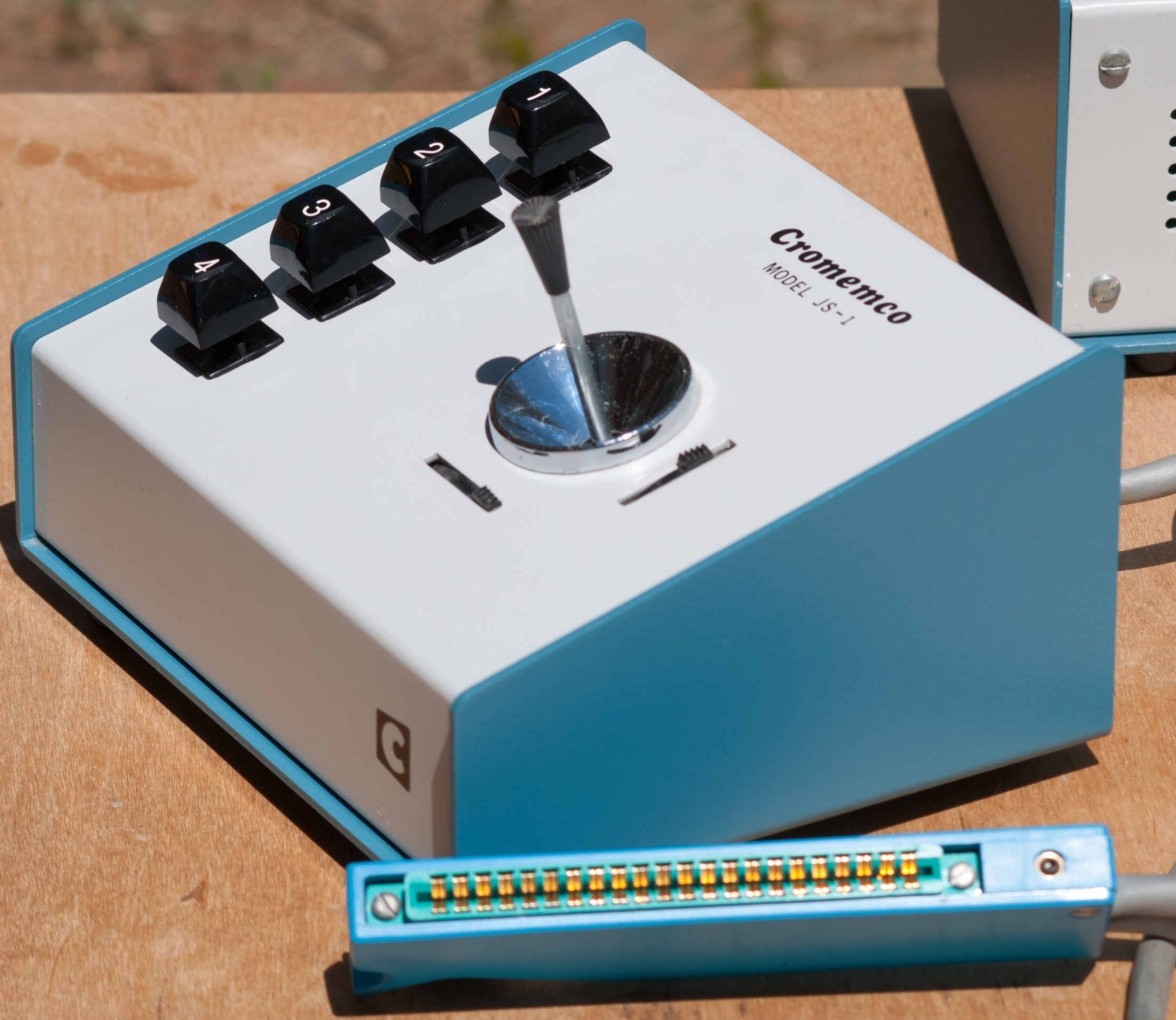
アナログ・ジョイスティック JS-1

メレンとガーランドはAltair用のCyclopsカメラシステムの開発に着手した。これをきっかけに、他にもいくつかの製品が生まれた。
当時、Altairのソフトウェアを保存する方法は、紙テープしかなかった。この問題を解決するため、2人はBytesaverというプログラム可能な読み取り専用メモリカードの設計に取り組んだ。Bytesaverは、起動時にプログラムを常駐させることができ、起動時に起動プログラムを手動でロードしなくても、すぐにコンピュータが機能するようになっていた。このため、Bytesaverは人気を博した。
また、Cyclopsで撮影してAltairに保存しても、その画像を見る方法がなかった。そこで、Altairをカラーテレビに接続するためのグラフィックス・インターフェイスカードの開発も始めた。Dazzlerと呼ばれるこのグラフィックインターフェイスは、『ポピュラーエレクトロニクス』1976年2月号で紹介された。
DazzlerをAltairに搭載することで、ゲームにも使えるようになった。しかし、ゲームのコントローラーやジョイスティックをAltairに接続する方法はなかった。そこで、ジョイスティックJS-1と、8ビットのデジタルチャンネルと7つのアナログチャンネルを持つインターフェイスカード・D+7Aを開発した。このD+7Aはジョイスティック用インターフェイス以上の機能を備えており、このカードによって、データ収集や産業用コンピューティングの世界でもAltairが使われるようになった。
クロメンコ社は自らを「コンピュータ周辺機器のスペシャリスト」と称し、革新的な設計と高品質な構造に定評があった。しかし彼らはすぐに、Altairのバス構造（後に彼らによってS-100バスと名付けられる）をベースにした独自のコンピュータシステムを提供するようになる。

## ボードからコンピュータ本体への移行

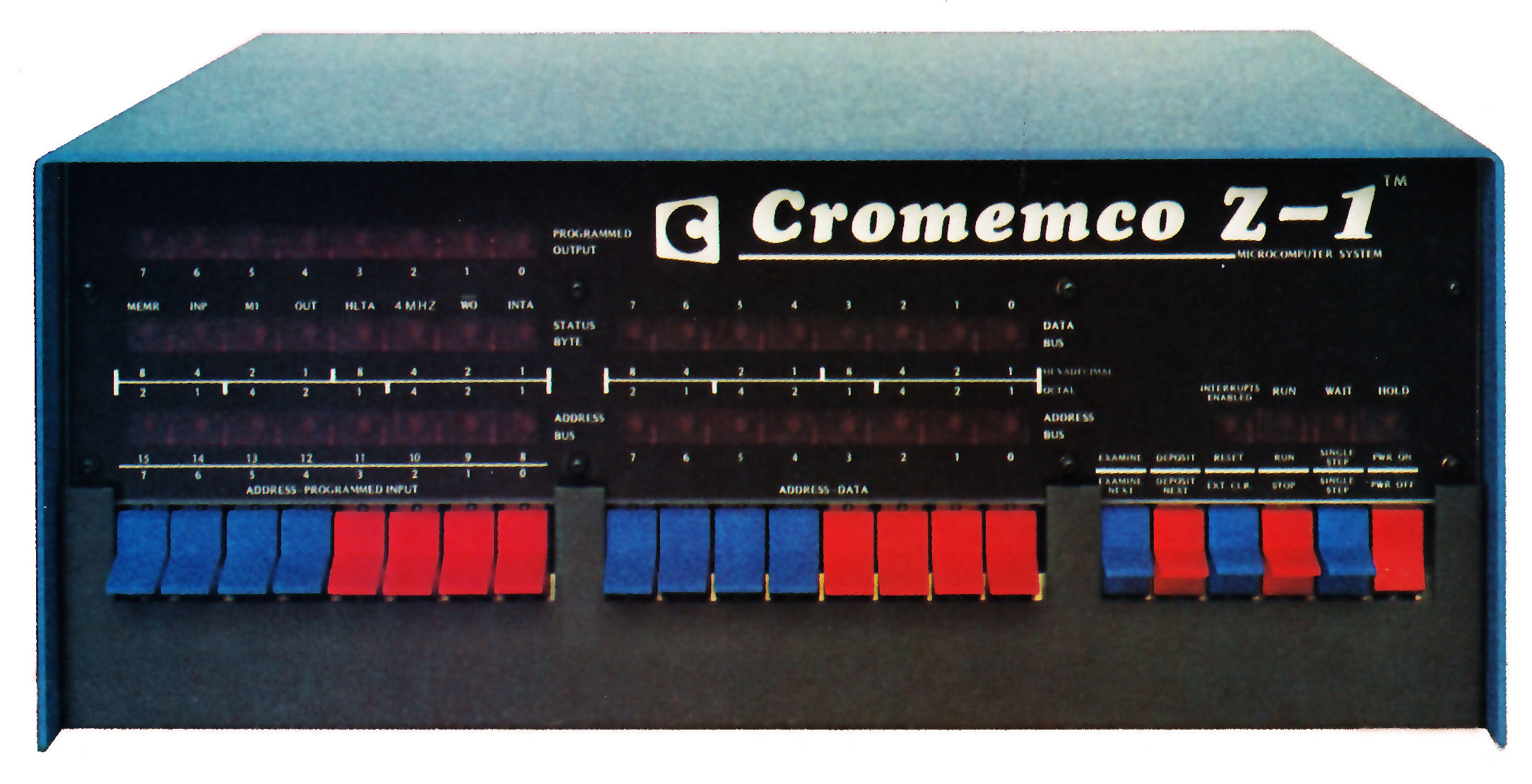
Cromemco Z-1 (1976)

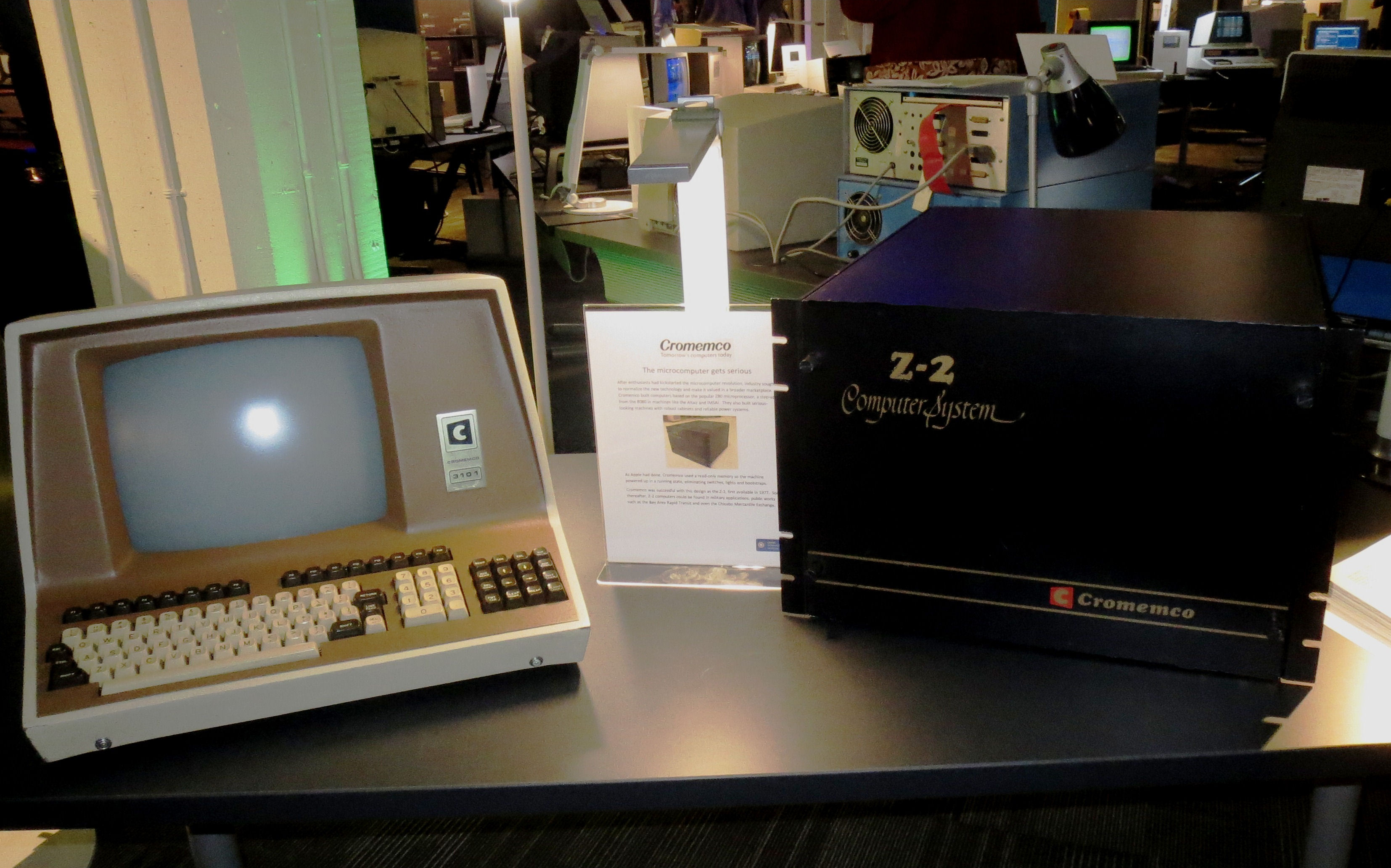
Cromemco Z-2 (1977)

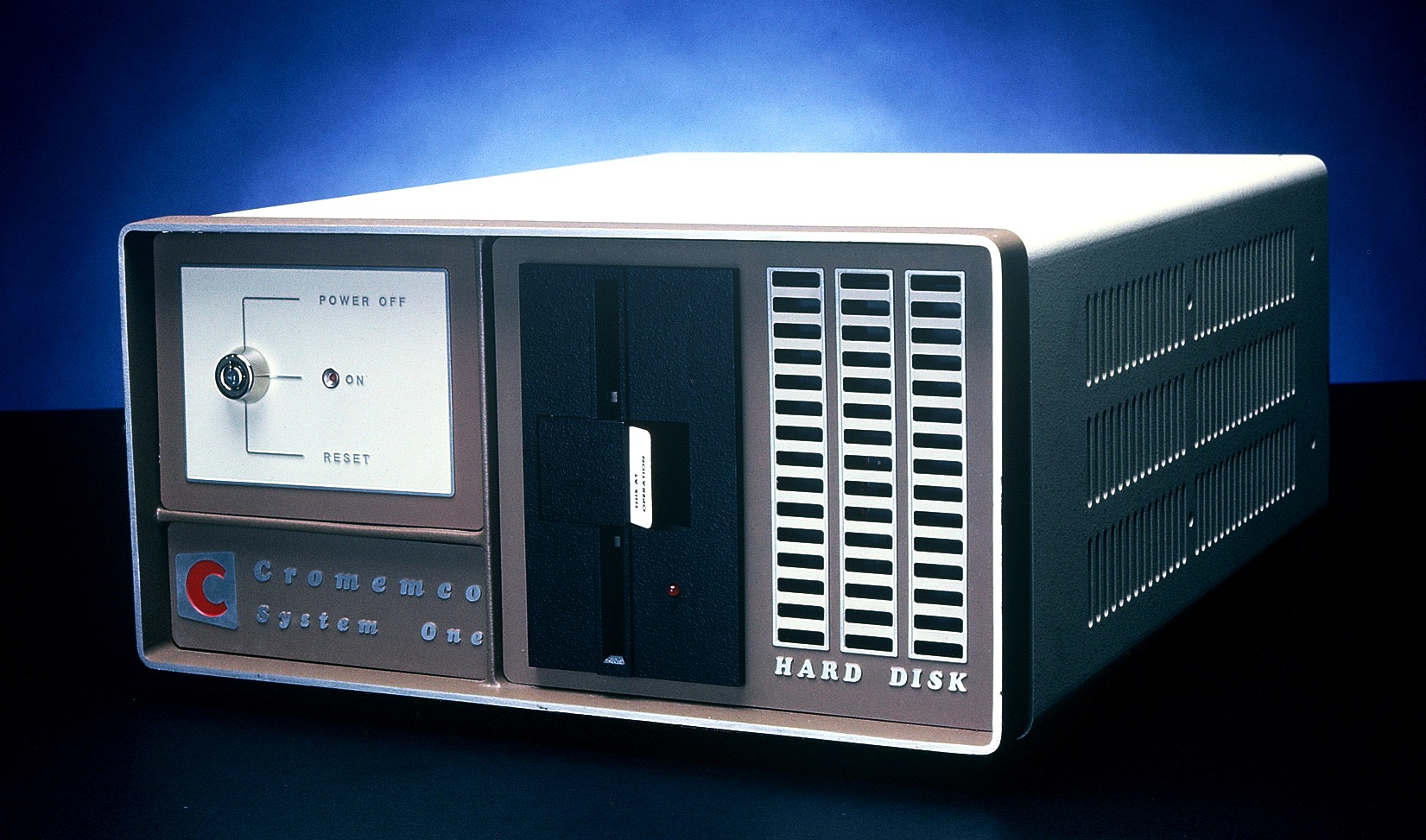
Cromemco System One (CS-1H) 1981

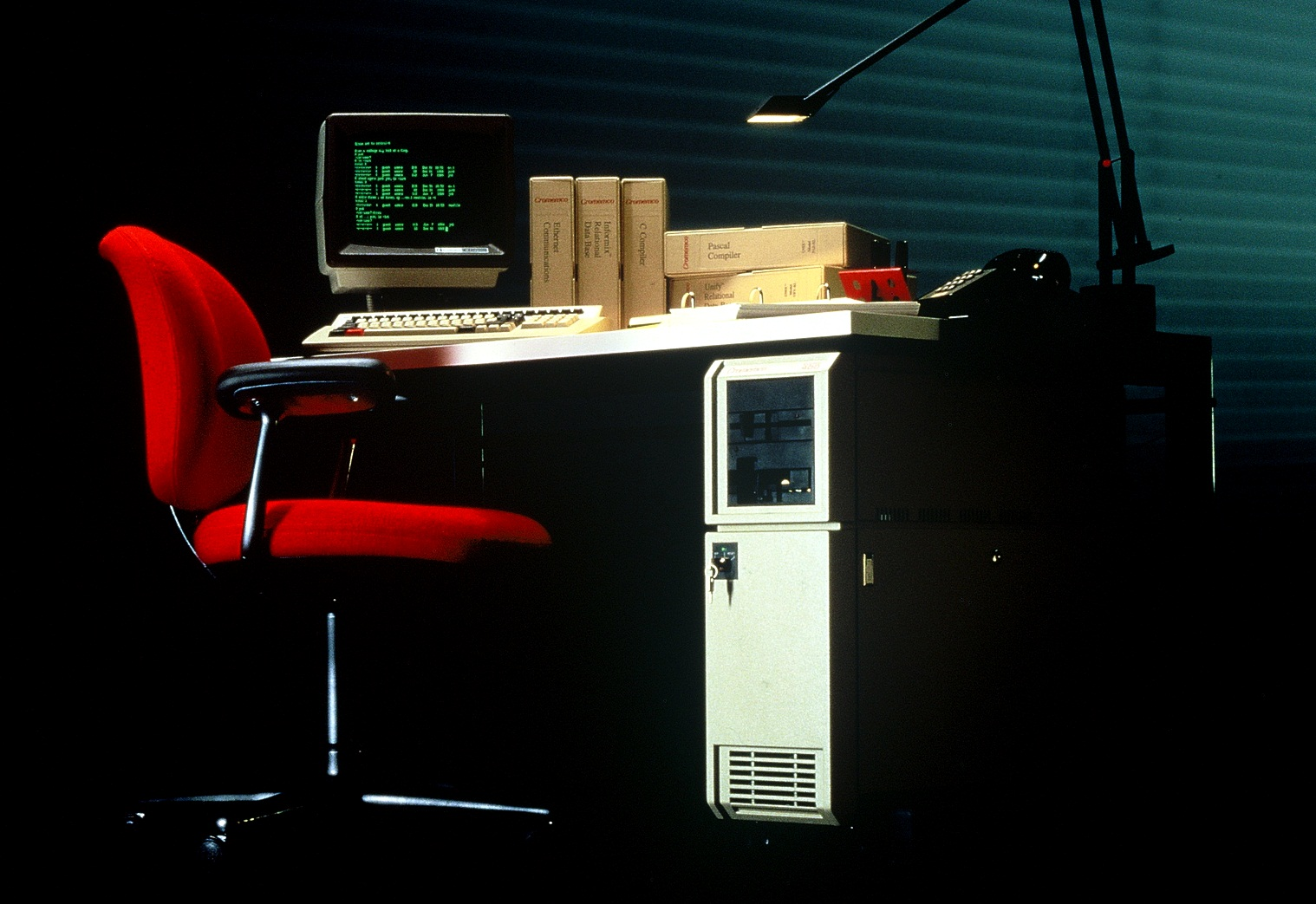
Cromemco System 400 32-bit Super Microcomputer with XXU (1985)

クロメンコ社は、1976年8月に同社最初のコンピュータ・Z-1を発売した。Z-1は8キロバイトのSRAMを搭載し、IMSAI 8080と同じ筐体を使用していたが、IMSAIやAltairが使用したIntel 8080チップではなくZ80を使用していた。1977年6月に後継機のZ-2を発売した。Z-2は64キロバイトのRAMを搭載し、CP/MライクのOSであるCromemco DOS(CDOS)が実行できた。Z-2は、RS-232Cシリアルポートに加えてパラレルインターフェイスを追加し、Z-1ではあったフロントパネルのスイッチを廃した。
クロメンコ社はシステムを再パッケージ化してSystem Oneを製造し、その後、より大型のSystem TwoとSystem Threeを製造した。1978年に発表された System Threeは、FORTRAN IVとZ80 BASICの両方が実行できるようになっていた。System Threeはマルチユーザのプロ用に設計された。1979年、クロメンコ社はマイクロコンピュータ初のUNIX系OSであるCROMIXをリリースした。CROMIXは当初System Three上で動作し、後にMC68000ファミリを使用したCromemcoシステム上で動作するようになった。
| 製品名           | 発売年 | S-100 スロット数 | フロッピー ドライブ | ハード ドライブ | OS                         |
| ---------------- | ------ | ---------------- | ------------------- | --------------- | -------------------------- |
| Z-1              | 1976年 | 21               | n/a                 | n/a             |                            |
| Z-2              | 1977年 | 21               | n/a                 | n/a             | CP/M                       |
| System Zero      | 1980年 | 4                | n/a                 | n/a             | CP/M, Cromix               |
| System One CS-1  | 1981年 | 8                | 5インチ×2基         | n/a             | CP/M, Cromemco DOS, Cromix |
| System One CS-1H | 1981年 | 8                | 5インチ×1基         | 5メガバイト     | CP/M, Cromemco DOS, Cromix |
| System Two Z-2D  | 1978年 | 21               | 5インチ×2基         | n/a             | CP/M, Cromemco DOS, Cromix |
| System Two Z-2H  | 1980年 | 12               | 5インチ×2基         | 11メガバイト    | CP/M, Cromemco DOS, Cromix |
| System Three     | 1978年 | 21               | 8インチ×4基         | n/a             | CP/M, Cromemco DOS, Cromix |

1982年、クロメンコ社は自社システムにMC68000を使用したCPUカードを導入した。これは、MC68000とZ-80（下位互換性のため）の両方を搭載したデュアルプロセッサカードで、DPUと称した。System One、Two、Threeはそれぞれ、100シリーズ、200シリーズ、300シリーズへと進化した。さらに、タワー型ケースの400シリーズが登場した。DPUに続いて、MC68000ファミリのプロセッサをベースにしたXPUカードとXXUカードが登場した。
| 製品名 | 発売年 | マイクロプロセッサ   | クロックレート        | パフォーマンス(Whetstone) |
| ------ | ------ | -------------------- | --------------------- | ------------------------- |
| ZPU    | 1976年 | Z-80A                | 2 MHz/4 MHz（選択可） | 7,000                     |
| DPU    | 1982年 | Z-80A/MC68000        | 4 MHz/8 MHz           | 40,000                    |
| XPU    | 1984年 | Z-80B/MC68010        | 5 Mz/10 MHz           | 50,000                    |
| XXU    | 1986年 | MC68020 with MC68881 | 16.7 MHz              | 1,050,000                 |

1982年に、パーソナルコンピュータ・C-10を発表した。これは、ローエンド市場向けのZ-80、フロッピーディスクベースのシステムだった。このコンピュータはCDOSで動作し、表計算、ワードプロセッサ、BASICなどのいくつかのビジネスソフトウェアツールが付属していた。
1983年までにクロメンコ社は500人以上の従業員を雇用し、年商は5500万ドルだった。同社の株式は、ガーランドとメレンが完全所有していた。1987年に2人はダイナテック社に株式を売却し、カラーグラフィックス・ウェザー・システムズの一部門となった。クロメンコ社の欧州部門はクロメンコAGとして再編成されたが、2018年に清算された。

## 工学における貢献
クロメンコ社は、工学における卓越性、設計における創造性、システムにおける信頼性で知られていた。クロメンコ社の初期の従業員であるロジャー・シップルは、「研究開発部門に採用された人は、オフィスとコンピュータが与えられ、何をしたいかを訊かれた」と回想している。クロメンコ社が、マイクロコンピュータシステムにおいて世界で初めて開発したものには、デジタルカメラ(Cyclops)、カラーグラフィックスカード(Dazzler)、プログラマブルストレージ(Bytesaver)、メモリバンク切り換え、UNIX系OS(Cromix)などがある。
クロメンコ社は、スタンフォード大学やホームブリュー・コンピュータ・クラブ、さらには自社の販売代理店から、工学の分野に秀でた人材を得ていた。会社設立時の社員であるジョー・マクレート、カート・テゥィリガー、トム・マッカルモント、ジェリー・メイ、ハーブ・ルイス、マービン・カウシュは皆スタンフォード大学の学生だった。エド・ホールと王理瑱は、ホームブリュー・コンピュータ・クラブを通じてクロメンコ社に入社した。Nik Ivancic、Boris Krtolica、エゴン・ザカライセックは、クロメンコシステム用の構造工学ソフトウェアを開発していたユーゴスラビアの代理店から入社した。
クロメンコ社のエンジニアの何人かは、後にシリコンバレーで会社を設立した。ロジャー・シップル、ローラ・キング、ロイ・ハリントンはソフトウェア会社のInformixを設立した。トム・マッカルモントは、REgrid Power Inc.と後のMcCalmont Engineeringを設立した。ジェフ・ジョンソンはその後、UI Wizards, Inc.を設立し、ソフトウェアのユーザインターフェイス設計に関する本を出版した。

## 著名な導入事例

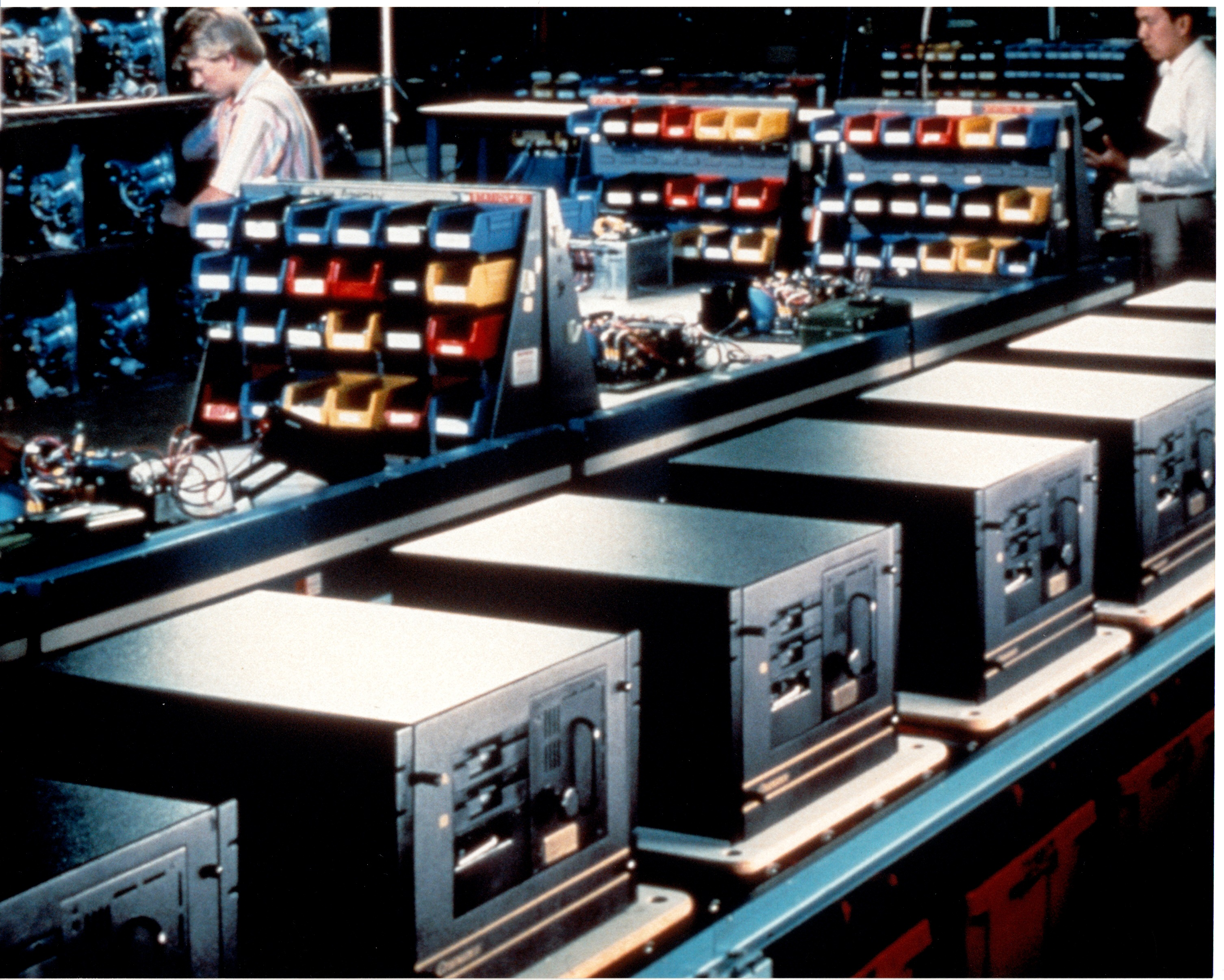
米空軍・作戦行動支援システム(MSS)用CS-250の製造ライン（1986年）

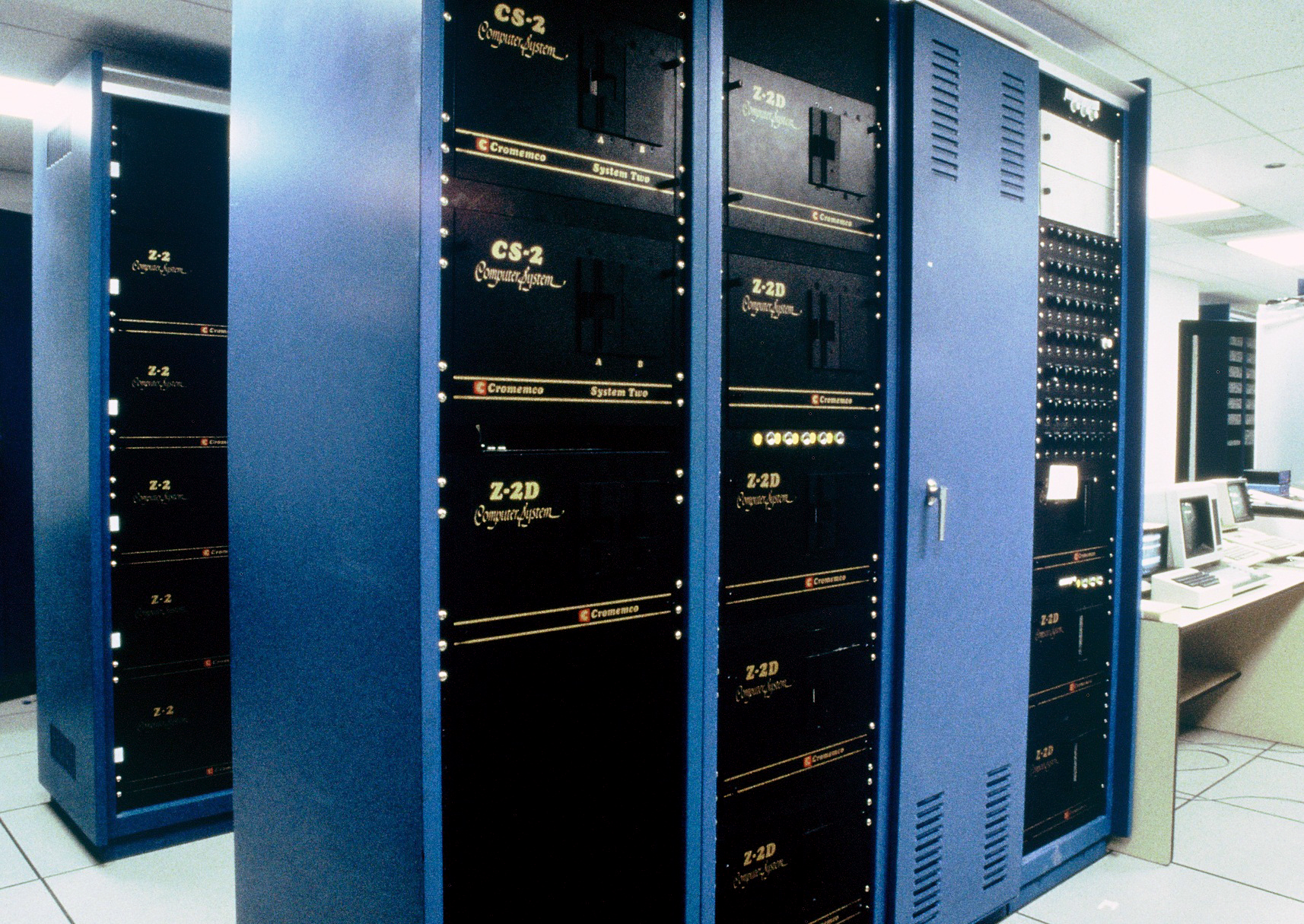
シカゴ・マーカンタイル取引所にあったCromemco Z-2システムが格納されたラック（1984年）

1981年、米空軍システム軍団の委託を受けて、戦区航空統制システム(TACS, Theater Air Control System)用のマイクロコンピュータを選定するための研究が行われた。最終技術報告書では、149台のマイクロコンピュータの中から、「クロメンコ社が提供する機器が、一般的な選択基準に最も適合している」と結論づけた。その後数年間、米空軍はクロメンコ社の主要な顧客となった。
クロメンコ社は、米空軍の作戦行動支援システム(MSS, Mission Support System)の要件を満たすために、CS-250と呼ばれるCS-200コンピュータの特別バージョンを開発した。CS-250には、クロメンコ社が特許を取得した技術をベースにした、リムーバブルハードディスクが搭載されていた。米空軍は1985年から1996年まで、F-15、F-16、F-111のMSSとして600台のクロメンコシステムを配備した。これらのシステムは、1991年の湾岸戦争の「砂漠の嵐作戦」で初めて実戦で使用された。
クロメンコシステムは、商業用途にも広く使用されていた。シカゴ・マーカンタイル取引所(CME)では、60台のCromemco Z-2システムが取引処理に使用されていた。CMEのシステムは、各コンピュータにインターフェイスカードCromemco Octartが搭載されており、各カードは取引フロアの8台の端末の処理を行っていた。1982年から1992年までの10年間、CMEの全ての取引がこのシステムで処理された。1992年、CMEのクロメンコシステムはIBM PS/2に置き換えられた。
クロメンコ社のコンピュータは、中国で最初に広く配布されたマイクロコンピュータシステムだった。『ニューズウィーク』誌は1985年に、10,000台以上のクロメンココンピュータシステムが中国の大学に販売されたと報じた。
クロメンコシステムは、カラーグラフィックス・ウェザー・システムズ社が開発したソフトウェアを使用して天気予報の映像やアートグラフィックを生成するために、米国のテレビ局で広く採用された。1986年までには、米国のテレビ局の80%以上がクロメンコシステムを使用してニュースや天気予報のグラフィックを制作していた。

## 大衆文化において
1984年の映画『ゴーストバスターズ』で、Cromemco System Oneがゴーストバスター研究所のコンピュータとして登場した。
ポール・アレンは2011年の著書"Idea Man: the memoir by cofounder of Microsoft"（邦訳題『ぼくとビル・ゲイツとマイクロソフト - アイデア・マンの軌跡と夢』）の中で、クロメンコ社のデジタルカメラ・Cyclopsについて、「Altairは1976年に既にデジタルカメラを登場させていた」と書いている。
2011年、スティーブ・ジョブズへの弔辞の中で妹のモナ・シンプソンは、彼が最初のコンピュータとしてクロメンコの購入を検討していたことを明らかにした。
2013年のアンドリュー・ブジャルスキーの映画『コンピュータチェス』に、Cromemco System Threeが登場した。
デボラ・ペリー・ピシオーニの2013年の著書で、ニューヨーク・タイムズのベストセラーリストに選ばれた"Secrets of Silicon Valley"（邦訳題『シリコンバレー 最強の仕組み』）では、パーソナルコンピュータ産業を生み出したシリコンバレーの企業として、Apple社とともにクロメンコ社を挙げている。